# Mykola Kosizyn

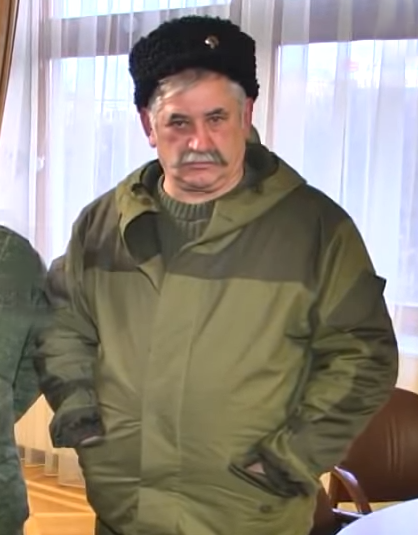
Mykola Kosizyn

Mykola Iwanowytsch Kosizyn (ukrainisch Микола Іванович Козіцин, russisch Николай Иванович Козицын; * 20. Juni 1956 in Torezk) ist ein ukrainischer Geschäftsmann und Rebellenkommandant.
Er stammt aus der Oblast Donezk in der Ukraine und gehört zur ethnisch-kulturellen Führungsstruktur der Donkosaken. Kosizyn ist Anführer der „Kosaken Nationalgarde“, die zu den separatistischen Gruppen während der Krise in der Ukraine 2014 zählt und der etwa 3000 Personen angehören. Kosizyn wird als Drahtzieher der Entführung von zwei Gruppen von OSZE-Beobachtern 2014 vermutet. Die Stimme von Kosizyn soll auf einer vom ukrainischen Geheimdienst veröffentlichten Tonaufnahme zu hören sein, die Telefongespräche zwischen am Absturz von Malaysia-Airlines-Flug 17 beteiligten Personen wiedergeben soll.